# 庄司総一
庄司 総一（しょうじ そういち、1906年（明治39年）10月6日 - 1961年（昭和36年）11月28日）は、昭和期の小説家・詩人・台湾文学者。筆名は、阿久見謙。同人雑誌『新表現』創刊・主催者。

## 経歴
山形県飽海郡北平田村漆曽根（現・酒田市）生まれ。
医師の子として生まれ、父親の仕事の都合で北海道、大連、台湾と居を変えながら、台南市の台南一中を卒業した。慶應義塾大学文学部英文科に進み、西脇順三郎の薫陶を受ける。阿久見謙の名で『三田文学』・『新三田派』に創作を発表しながら、内台共婚を題材にして描いた小説『陳夫人』で第1回大東亜文学賞を受賞した。次いで日本文学報国会の会員となり、皇民化運動の一翼を担った。
1944年（昭和19年）の春に東京を脱出、山形県に疎開し、第二次世界大戦後の1951年（昭和26年）に同人雑誌『新表現』を創刊し、毎月「金曜会」を主宰した。同人に日沼倫太郎、田畑麦彦、佐藤愛子、北杜夫、なだいなだ、伊藤桂一、菊村到、水上勉など。1954年に慶應義塾大学講師となり、『世界文学』に頻繁に作品を掲載した。

## 受賞歴・候補歴
- 第1回・大東亜文学大賞受賞（『陳夫人』）
- 第26回芥川龍之介賞候補（『追放人』）

## 著作
- 『陳夫人』通文閣、1940年-1942年
- 『南の枝』東都書籍臺北支店、1943年
- 『口レンスの生涯』
- 『残酷な季節』早川書房、1953年
- 『聖なる恐怖』作品社、1956年
- 『しびれ』光書房、1959年
- 『ノノミ抄 自伝的悲歌』思潮社、1962年
- 『ばら枯れてのち』中央企画社、1971年